# Cheng Jiasui
Cheng Jiasui (xinès tradicional i simplificat: 程嘉燧, pinyin: Chéng Jiāsuì) fou un pintor xinès i poeta sota la dinastia Ming. Nascut vers el 1565 al comtat Xiuning, actualment la ciutat de Huangshan, i mort el 1643. Fou un pintor paisatgista l'estil del qual rep la influència de Huang Gongwang i Ni Zan. Fundador juntament amb Li Liufang de l'Escola de Xin'an. Amb Tang Shisheng (唐时升), Lou Jian (娄坚) i Li Liufang (李流芳), és un dels Quatre Mestres de Jiading (嘉定四先生).